# Carpias punctatus
Carpias punctatus är en kräftdjursart som först beskrevs av Brian Frederick Kensley 1984.  Carpias punctatus ingår i släktet Carpias och familjen Janiridae. Inga underarter finns listade i Catalogue of Life.